# Valverde (Almeida)
Valverde é uma povoação portuguesa do Município de Almeida que foi sede da extinta Freguesia de Valverde, freguesia que tinha 21,38 km² de área e 95 habitantes (2011), e, por isso, uma densidade populacional de 4,4 hab./km².
A Freguesia de Valverde foi extinta em 2013, no âmbito de uma reforma administrativa nacional, tendo sido agregada às freguesias de Azinhal e Peva, para formar uma nova freguesia denominada União das Freguesias de Azinhal, Peva e Valverde com sede em Peva.

## População
★ Nos anos de 1864 a 1890 pertencia ao concelho de Pinhel. Passou para o actual concelho  (município na atual designação) por decreto de 12/07/1895.

| Totais e grupos etários | Totais e grupos etários | Totais e grupos etários | Totais e grupos etários | Totais e grupos etários | Totais e grupos etários | Totais e grupos etários | Totais e grupos etários | Totais e grupos etários | Totais e grupos etários | Totais e grupos etários | Totais e grupos etários | Totais e grupos etários | Totais e grupos etários | Totais e grupos etários | Totais e grupos etários |
| ----------------------- | ----------------------- | ----------------------- | ----------------------- | ----------------------- | ----------------------- | ----------------------- | ----------------------- | ----------------------- | ----------------------- | ----------------------- | ----------------------- | ----------------------- | ----------------------- | ----------------------- | ----------------------- |
|                         | 1864                    | 1878                    | 1890                    | 1900                    | 1911                    | 1920                    | 1930                    | 1940                    | 1950                    | 1960                    | 1970                    | 1981                    | 1991                    | 2001                    | 2011                    |
|                         | 309                     | 400                     | 396                     | 410                     | 407                     | 381                     | 410                     | 452                     | 514                     | 441                     | 315                     | 204                     | 169                     | 131                     | 95                      |
| i)                      |                         |                         |                         |                         |                         |                         |                         |                         |                         |                         |                         |                         |                         | 9                       | 2                       |
| ii)                     |                         |                         |                         |                         |                         |                         |                         |                         |                         |                         |                         |                         |                         | 5                       | 6                       |
| iii)                    |                         |                         |                         |                         |                         |                         |                         |                         |                         |                         |                         |                         |                         | 46                      | 36                      |
| iv)                     |                         |                         |                         |                         |                         |                         |                         |                         |                         |                         |                         |                         |                         | 71                      | 51                      |

```
i)
 0 aos 14 anos;
 ii)
 15 aos 24 anos; 
iii)
 25 aos 64 anos; 
iv)
 65 e mais anos	
```

## Localização
Fica a 11 quilómetros da A25 no sentido de Pinhel sendo a última aldeia do Município de Almeida.
É limitada a nascente, pelo rio Côa, a poente, pela ribeira das Cabras, a sul, pela localidade de Azinhal e a norte, por Pereiro e Mangide, pertencendo estas últimas ao Município de Pinhel, do qual Valverde fez parte até 12 de Julho de 1895. 

## História
É das localidades do município onde existem mais sepulturas antropomórficas abertas na rocha como se pode ver, por exemplo, na Sapateira e em Chão do Linho.
A par das sepulturas, foi detectado um lagar de vinho só com tanque e outras formas de utensilagem que denunciam uma forte ligação com a terra.
Mas a ocupação humana desta terra deve ainda ser anterior aos romanos, como disse João Almeida ao verificar que "no cimo do Cabeço Negro, cota de 633 metros, situada a 0,5 Km da margem esquerda do Côa, a Cavaleiro da ponte de Valverde, existem ainda restos de um pequeno Castro Lusitano. A sua situação tinha e tem ainda hoje um real valor para a defesa do Côa".

## Património
Há alguns valores arquitectónicos e arqueológicos com interesse e são de destacar a Igreja Matriz, Fonte da Lameira, Fonte do Vale, Alminhas, Ponte de Gaiteiros, Ponte Pedrinha, Calvário, Sepulturas escavadas na rocha, Lagar de Vinho, lapa Escura e Castelo Mau.

## Paisagem
Valverde possui uma maravilhosa vista panorâmica sobre o vale do Rio Côa. Nele se pode praticar o lazer da pesca desportiva, sobretudo em açudes estratégicos. Igual possibilidade existe na Ribeira das Cabras, um curso de água com recantos amenos e frondosos.
Outra actividade de lazer importante é a caça, praticada no âmbito da Reserva de Caça Associativa, com um número significativo de sócios.

## Gastronomia
A caça faz jus à gastronomia típica de Valverde (coelho bravo), prato que muitos apreciadores degustam, mesmo que tenham que deslocar-se de longas distâncias.
Em Valeverde, há também uma festa a cada dois anos em honra de Santo Antonio, e de Santa Maria.